# Горан Цвіянович
Горан Цвіянович (словен. Goran Cvijanovič; нар. 9 вересня 1986) — словенський футболіст, півзахисник національної збірної Словенії та клубу «Гориця».
Володар кубка Словенії.

## Клубна кар'єра
Вихованець футбольної школи клубу «Гориця». Дорослу футбольну кар'єру розпочав 2005 року в основній команді того ж клубу, в якій провів п'ять сезонів, взявши участь у 102 матчах чемпіонату. Більшість часу, проведеного у складі «Гориці», був основним гравцем команди.
Своєю грою за цю команду привернув увагу представників тренерського штабу клубу «Марибор», до складу якого приєднався 2010 року. Відіграв за команду з Марибора наступні чотири сезони своєї ігрової кар'єри. Граючи у складі «Марибора», також здебільшого виходив на поле в основному складі команди.
Протягом 2014—2015 років захищав кольори хорватського клубу «Рієка».
До складу клубу «Гориця» повернувся 2015 року. Відтоді встиг відіграти за команду з міста Нова-Гориця 1 матч в національному чемпіонаті.

## Виступи за збірні
Протягом 2006—2007 років залучався до складу молодіжної збірної Словенії. На молодіжному рівні зіграв у 5 офіційних матчах.
2012 року дебютував в офіційних матчах у складі національної збірної Словенії. Наразі провів у формі головної команди країни 4 матчі.

## Досягнення
- Чемпіон Словенії (4):

«Марибор»: 2010-11, 2011-12, 2012-13, 2013-14
- Володар Кубка Словенії (2):

«Марибор»: 2011-12, 2012-13
- Володар Суперкубка Словенії (2):

«Марибор»: 2012, 2013
- Володар Суперкубка Польщі (1):

«Арка»: 2018